# Weichshofen
Weichshofen ist eine Gemarkung der Gemeinde Mengkofen im niederbayerischen Landkreis Dingolfing-Landau. Bis 1971 bildete es eine selbstständige Gemeinde. Sitz der Gemeinde war das gleichnamige Kirchdorf Weichshofen.

## Lage
Weichshofen liegt etwa einen halben Kilometer südwestlich von Mengkofen, mit dem es völlig zusammengewachsen ist.

## Geschichte
Weichshofen war ursprünglich nur ein einzelner Bauernhof, der dem Bistum Regensburg gehörte. Von dort erhielten die Stinglheim pfandweise dieses Besitztum. Seit 1390 gehörte Weichshofen Friedrich von Stinglheim als Lehen. Lehensherren waren die Grafen von Abensberg, später die bayerischen Kurfürsten und Könige. Die Stinglheim blieben Herren von Weichshofen bis 1822, als der letzte Gutsherr ohne männliche Nachkommen starb. Die geschlossene Hofmark Weichshofen fiel dadurch an den Staat, der sie auflöste.
Eine erste Georgskirche stand im ehemaligen Friedhof, bis 1886 die jetzige Kirche außerhalb des Friedhofs errichtet wurde. Ende der 1960er Jahre wurde der Friedhof, der sich an der Stelle des heutigen Parkplatzes befand, verlegt. Ein Denkmal erinnert noch daran. In kirchlicher Hinsicht gehört Weichshofen zur Pfarrei Mengkofen.
1920 wollte Polizeiwehr eine Mühlenkontrolle durchführen, um „schwarzes“ Getreide zu beschlagnahmen. Dabei kam es zu einer Art Volksaufstand: Mit Prügeln, Besen, Eisenstangen, Zaunlatten und ähnlichen Schlagwerkzeugen ging die erregte Bevölkerung gegen die Polizei vor, die dabei einen völlig unbeteiligten jungen Mann erschoss. Bei dessen Beerdigung waren so viele Menschen aus der Umgebung erschienen, wie sie Weichshofen noch nie zuvor gesehen hatte. Im darauffolgenden Prozess sprach das Landgericht Landshut bis zu siebenmonatige Gefängnisstrafen aus.
Zur Gemeinde Weichshofen gehörten die Ortschaften Weichshofen und Krottenthal, die Weiler Kleinweichshofen, Hönigsbach, Feldkirchen und Ziegelstadel sowie die Einöde Raschen. Weichshofen wurde bereits am 1. Januar 1946 auf Anweisung der örtlichen Dienststelle der US-Militärregierung nach Mengkofen eingegliedert. Diese Eingemeindung wurde jedoch zwischen 1947 und 1949 vom Bayerischen Innenministerium wieder rückgängig gemacht. Die endgültige Eingemeindung erfolgte dann am 1. Januar 1971 im Zuge der Gebietsreform in Bayern.

## Sehenswürdigkeiten
- Kirche St. Georg. Der neuromanische Bau in ziegelrotem Ton wurde 1886 unter Pfarrer Karl Bacher durch Baumeister Johann Baptist Niedereder errichtet. Die Kalksteine der alten Kirche wurden im Sockel wiederverwendet. Das Innere hat ein Kreuzrippengewölbe über halbrunden Wandpfeilern, die Einrichtung stammt aus der Erbauungszeit. Das mittlere der bunten Bleifenster im Chor aus der Kunstanstalt Zettler, München, zeigt den Patron der Kirche – St. Georg den Drachentöter, rechts davon St. Notburga, Patronin der Dienstboten, links St. Leonhard, Beschützer des Bauernstandes. Die Orgel von 1888 stammt von der Orgelbauwerkstatt Steinmeyer aus Oettingen.

- Herz-Jesu-Fest. Am dritten Sonntag nach Pfingsten wird das Herz-Jesu-Fest mit einer großen Prozession gefeiert. Aus dem Herz-Jesu-Fest entwickelte sich 1975 das Aitrachtaler Volksfest. Das Herz-Jesu-Fest mit dem Kirchenzug von Weichshofen zum Festzelt ist dabei immer noch der Mittelpunkt des Volksfestes.

## Vereine
- Verein für Gartenbau und Landespflege Weichshofen e.V., gegründet am 25. April 1909
- Freiwillige Feuerwehr Mengkofen Weichshofen eV.